# كلية الإدارة والاقتصاد (جامعة بغداد)

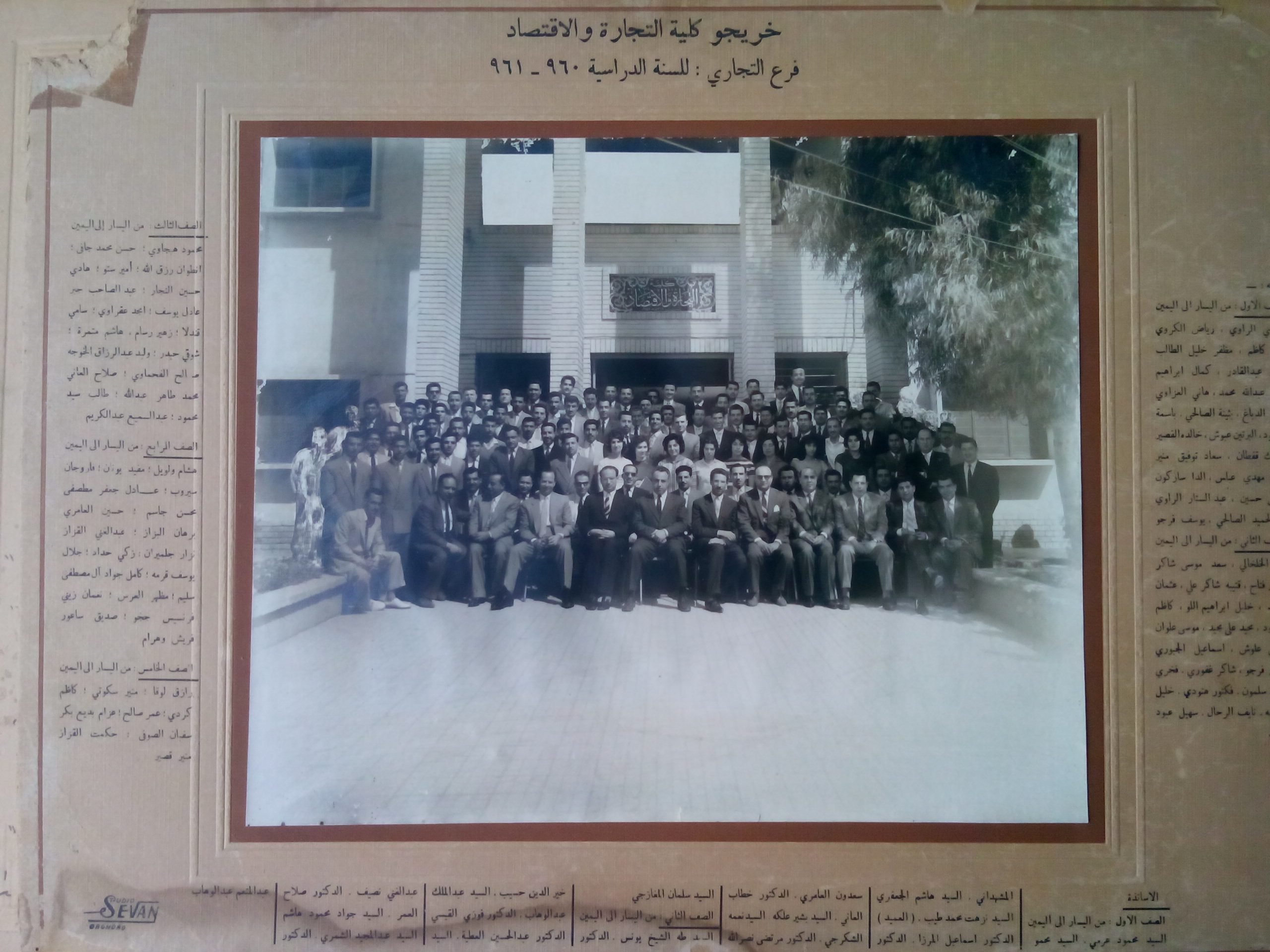
خريجو كلية التجارة والاقتصاد للعام الدراسي 1960 - 1961

كلية الإدارة والاقتصاد هي كلية تابعة لجامعة بغداد وتأسست في عام 1936 عندما تأسس (معهد العلوم المالية) الذي كان ملحقا بكلية الحقوق وكانت مدة الدراسة فيه سنتان، وبسبب ظروف الحرب العالمية الثانية الغي المعهد عام 1940، وفي سنة 1946 – 1947 تأسست (كلية الإدارة والاقتصاد) والتي كانت تسمى بكلية التجارة والاقتصاد حيث أعتبر هذا التاريخ هو تاريخ تأسيسها رسميا واستقبلت طلابها في العام نفسه وتخرجت أول دورة فيها عام 1949-1950.

## تخصص الكلية
وكانت الدراسة في الكلية عامة دون تخصص، وعند حلول العام الدراسي 1955-1956 تفرعت الدراسة في الكلية وعلى النحو الآتي:
1. قسم العلوم التجارية.
2. فرع المحاسبة.

## انشطار الكلية في عام 1956
وعندما حل العام 1956- 1957 تحدد الاختصاص في الكلية بقسمين فقط هما:
- 1- قسم العلوم التجارية
- 2- قسم الاقتصاد

## عودة الكلية إلى النظام السابق
وبعد ذلك بعام واحد أي العام الدراسي 1957- 1958 الغي الاختصاص كليا لتعود الدراسة عامة كما كانت عليه قبل عام 1955.
أما في عام 1963 فقد انشطرت الكلية إلى كليتين مستقلتين هما:
- 1- كلية التجارة: وقد ادمج فيها (معهد المحاسبة العالي) الذي تأسس عام 1959حيث كان ملحقاً بوزارة المعارف وأصبحت الدراسة في الكلية عامة ولمدة أربع سنوات، وتضم ثلاثة أقسام هي قسم إدارة الأعمال والمحاسبة والقانون التجاري، وكانت هذه الأقسام اشتركت مع بعضها في كونها تمنح الخريج من الكلية شهادة (بكالوريوس في التجارة).
- 2- كلية الاقتصاد والعلوم السياسية: وقد تكونت هذه الكلية من قسم الاقتصاد الذي كان أحد أقسام كلية التجارة والاقتصاد السابقة إضافة إلى قسم الاقتصاد وقسم العلوم السياسية التابعين لكلية الآداب. وبذلك أصبحت الكلية تضم ثلاثة أقسام هي قسم الاقتصاد والعلوم السياسية والإحصاء التطبيقي.

ويذكر أن العام الدراسي 1955-1956 شهد إنشاء قسم إدارة الأعمال في جامعة الحكمة الذي تحول إلى كلية إدارة الأعمال عام 1962-1963.
وفيما يخص الإدارة العامة فقد تأسس معهد الإدارة العامة في العام 1958 الذي كانت الدراسة فيه لمدة سنتين ثم أصبحت ثلاث سنوات ثم أربع سنوات حيث تخرجت الدورة الأولى سنة 1963 ثم تحول إلى كلية الإدارة العامة عام 1967.

## إعادة دمج الكلية
ووصولا" إلى العام 1968 الذي شهد تحولا" جذريا"نحو تأسيس كلية الإدارة والاقتصاد وبشكلها الحالي عندما تم دمج كلية التجارة وكلية الاقتصاد والعلوم السياسية وكلية إدارة الأعمال وكلية الإدارة العامة في كلية واحدة أطلق عليها اسم كلية الإدارة والاقتصاد.
وكانت الدراسة في كلية الإدارة والاقتصاد عام 1969 خمس سنوات، السنة الأولى منها كانت عامة ثم يكون التخصص حسب الأقسام في السنة الثانية وقد أصبحت الدراسة فيها أربع سنوات منذ عام 1975 ولكن التخصص يبدأ منذ السنة الأولى. وكانت تضم الكلية آنذاك الأقسام العلمية الآتية:
قسم الإدارة: وقد تألف منذ تأسيسه من فرعين هما:
- 1- فرع إدارة الأعمال ويضم تخصصات إدارة الأعمال والتخصصات المحاسبية.
- 2- وفرع الإدارة العامة ثم تأسس فرع المحاسبة عام 1974 وفرع إعداد المدرسين التجاريين عام 1976 وبذلك أصبح قسم الإدارة يتكون من أربعة فروع.

وفي العام الدراسي 1982-1983 تم دمج فرعي الإدارة العامة وإدارة الأعمال بفرع واحد هو فرع الإدارة وأصبح القسم يضم ثلاثة فروع بدلاً من أربعة وهي: فرع الإدارة/ فرع المحاسبة/ فرع إعداد المدرسين التجاريين. وفي عام 1987/1988 أصبحت الفروع أعلاه أقساماً علمية مستقلة إلى أن تم إيقاف القبول في قسم المدرسيين التجاريين في العام 1998 واستحداث قسم جديد باسم الإدارة الصناعية،

## أقسام الكلية الحالية
وبذلك أصبحت الكلية تضم الآن الأقسام العلمية الآتية:
1. قسم المحاسبة.
2. قسم التمويل.
3. قسم إدارة الأعمال.
4. قسم قسم الإدارة العامة.
5. - قسم الاقتصاد.
6. - قسم الإدارة الصناعية.
7. قسم الإحصاء.

## عمداء الكلية
- 1- الدكتور جابر جاد عبد الرحيم 1950-1947
- 2- الدكتور عبد الجبار عريم 1952-1951 وكالة
- 3- الدكتور عبد الرحمن البزاز 1953-1952 وكالة
- 4- الدكتور بديع شريف 1955-1953
- 5- الدكتور إبراهيم شوكت 1958-1955
- 6- الدكتور فوزي القيسي 1959-1958
- 7- الدكتور محمد جواد العبوسي 1960-1959
- 8- الدكتور إسماعيل مرزة 1961-1960
- 9- الدكتور عبد الباقي البكري 1963-1961 وكالة
- 10- الدكتور محمد عزيز 1964-1963
- 11- الدكتور محمد علي رضا الجاسم 1966-1964
- 12- الدكتور محمد علي آل ياسين 1967-1966
- 13- الدكتور سلطان عبد القادر الشاوي 1973-1968
- 14- السيد نعمة جواد حسن الشكرجي 1974-1973 وكالة
- 15- الدكتور محمود حسن المشهداني 1974 وكالة
- 16- الدكتور محمد علي رضا الجاسم 1977-1974
- 17- الدكتور وليد عبد الحميد النوري (3) أشهر وكالة
- 18- الدكتور هادي عباس التميمي 1978-1977
- 19- الدكتور محمد عباس السامرائي 1980-1978 وكالة
- 20- السيد سامي كامل الناصري 1980 وكالة
- 21- الدكتور سليم ذياب السعدي 1983-1980 وكالة
- 22- الدكتور عبد المجيد حمزة الناصر 1992-1983
- 23- الدكتور عادل حرحوش المفرجي 2001-1992
- 24- الدكتور جمال داود سلمان 2002-2001
- 25- الدكتور حسين علي بخيت 2003-2002
- 26- الدكتور عبد المجيد حمزة الناصر 2005-2003
- 27- الدكتور ظافر حسين رشيد 2006-2005
- 28- الدكتور جاسم محمد الذهبي 2006
- 29- الدكتور محمد علي موسى المعموري 2011-2006
- 30- الدكتور عبد الجبار محمود فتاح 2016-2011
- 31- الدكتور جعفر باقر الدجيلي 2016 -2018
- 32- الاستاذ الدكتور مناف يوسف حمود 2018- 2019
- 33- الاستاذ المساعد الدكتور سهيل نجم عبد الله 2019- مستمر[1]

## خريجون بارزون
- إدمون صبري (1921 ـ 1975): قاص عراقي.

## وصلات خارجية
- موقع الكلية